# Salomonotettix godeffroyi
Salomonotettix godeffroyi är en insektsart som först beskrevs av Günther, K. 1939.  Salomonotettix godeffroyi ingår i släktet Salomonotettix och familjen torngräshoppor. Inga underarter finns listade i Catalogue of Life.